# Mortes em setembro de 2007
Mortes em 2007: ← – Janeiro – Fevereiro – Março – Abril – Maio – Junho – Julho – Agosto – Setembro – Outubro – Novembro – Dezembro – →
Esta é uma relação de pessoas notáveis que morreram durante o mês de setembro de 2007, listando nome, nacionalidade, ocupação e ano de nascimento.

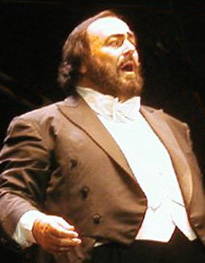
Luciano Pavarotti, cantor lírico italiano.

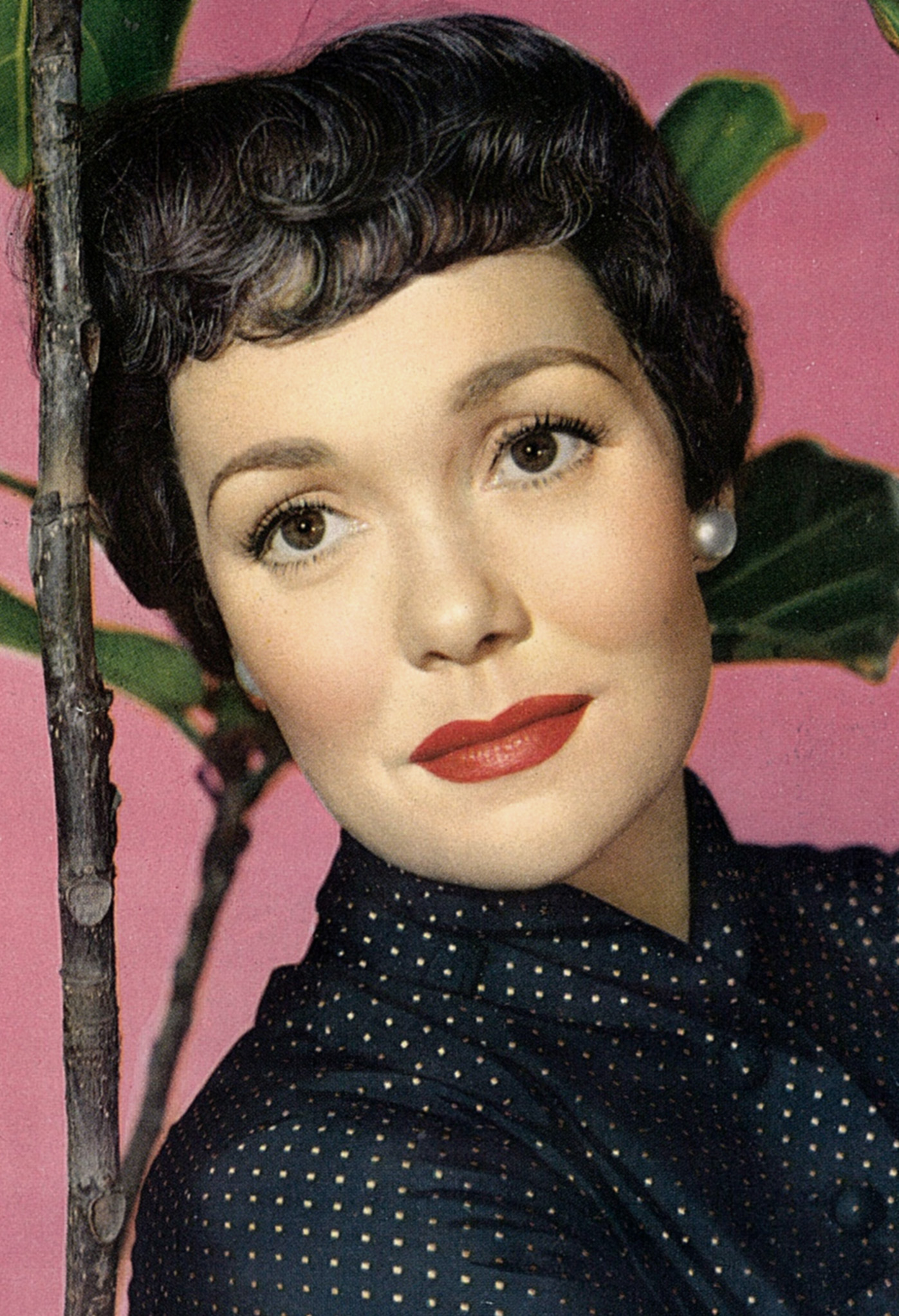
Jane Wyman, atriz estadunidense

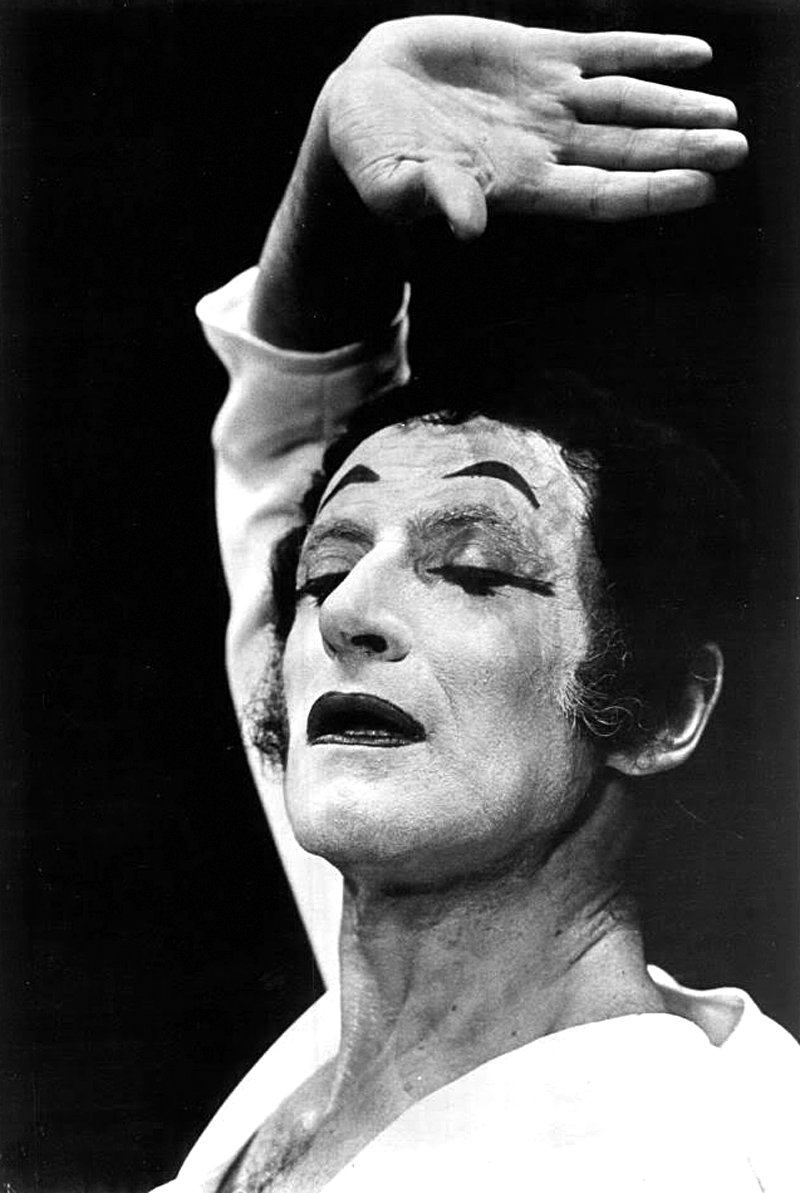
Marcel Marceau, ator e mímico francês

| Dia | Nome              | Profissão ou motivo de reconhecimento | Nacionalidade        | Ano de nasc. | Ref    |
| --- | ----------------- | ------------------------------------- | -------------------- | ------------ | ------ |
| 1   | Viliam Schrojf    | Futebolista                           | Chéquia              | 1931         | [ 1 ]  |
| 6   | Luciano Pavarotti | Tenor                                 | Itália               | 1935         | [ 2 ]  |
| 6   | Madeleine L'Engle | Escritora                             | Estados Unidos       | 1918         | [ 3 ]  |
| 6   | Ruth Romcy        | Atriz e humorista                     | Brasil               | 1927         | [ 4 ]  |
| 10  | Jane Wyman        | Atriz                                 | Estados Unidos       | 1914         | [ 5 ]  |
| 11  | Joe Zawinul       | Músico                                | Áustria              | 1932         | [ 6 ]  |
| 13  | Pedro de Lara     | Jurado e humorista                    | Brasil               | 1925         | [ 7 ]  |
| 15  | Colin McRae       | Piloto de ralis                       | Escócia              | 1968         | [ 8 ]  |
| 20  | Pedro Alpiarça    | Ator                                  | Portugal             | 1958         | [ 9 ]  |
| 21  | Alice Ghostley    | Atriz                                 | Estados Unidos       | 1926         | [ 10 ] |
| 22  | Bodinho           | Futebolista                           | Brasil               | 1928         | [ 11 ] |
| 22  | Marcel Marceau    | Mímico                                | França               | 1923         | [ 12 ] |
| 26  | Magalhães Mota    | Político                              | Portugal             | 1935         | [ 13 ] |
| 29  | Lois Maxwell      | Atriz                                 | Canadá               | 1927         | [ 14 ] |
| 30  | Len Graham        | Futebolista                           | Irlanda do Norte     | 1925         | [ 15 ] |
| 30  | Milan Jelić       | Político                              | Bósnia e Herzegovina | 1956         | [ 16 ] |